# Trouville-Paris
Trouville-Paris est une ancienne course cycliste française, d'une distance de 200 kilomètres environ, organisée de 1894 à 1936 entre Trouville-sur-Mer située dans le département du Calvados en Normandie et la Capitale française,.
En 1917 et 1918, les arrivées à Paris se déroulaient au Parc des Princes et le journal l'Auto en était l'organisateur.

## Palmarès
| Année | Vainqueur                       | Deuxième          | Troisième            |
| ----- | ------------------------------- | ----------------- | -------------------- |
| 1894  | Albert Mercier et E. Parmentier | Georges Ducom     |                      |
| 1917  | Henri Pélissier                 | Marcel Godivier   | Charles Deruyter     |
| 1918  | Alexis Michiels                 | Honoré Barthélémy | Oscar Egg            |
| 1936  | Sylvain Marcaillou              | Robert Renoncé    | Alphonse Leboulanger |